# Большая Серпуховская улица (Подольск)
Большая Серпуховская улица — самая длинная улица в Подольске, одна из основных общегородских магистральных трасс города. Протяжённость улицы около 4,7 километров. Улица разделяет Межшоссейный район, Шепчинки и территорию бывшего завода «Зингер».

## Описание
Большая Серпуховская улица начинается от площади Ленина, далее уходит в южном направлении, доходя почти до Климовска. В конце Большой Серпуховской улицы расположен круговой перекресток для попадания на трассу Южный обход Подольска (трасса обеспечивает попадание транспорта из города на федеральную трассу М-2 «Крым»).
Нумерация домов начинается со стороны площади Ленина.
Слева по ходу движения от начала улицы примыкает Матросская улица, 1-й Деловой проезд, улица генерала Раевского, Климовская улица и Южный обход Подольска.
Справа по ходу движения от начала улицы примыкают улица Стекольникова, улица Володарского, улица 50 лет ВЛКСМ, улица Чистова, Индустриальная улица, улица Подольских Курсантов, улица Володи Дубинина, Пионерская улица, Мичуринский проезд, 1-я Сергеевская улица.
На всем своем протяжении Большая Серпуховская улица является улицей с двухсторонним движением.
Почтовые индексы Большой Серпуховской улицы в городе Подольске: 108825, 142100, 142104, 142105, 142108, 142110, 142119.

## Примечательные здания и сооружения
- Площадь Ленина с памятником В. И. Ленину и фонтаном. Авторами памятника являются Подольский архитектор Леонид Земсков и скульптор Заур Азгур.
- Комитет по культуре и туризму Администрации городского округа Подольск (улица Большая Серпуховская, дом 1/41).
- Территория бывшего завода «Зингер» (улица Большая Серпуховская, владение 41-43). Знаменитое производство по выпуску швейных машинок. Производство было введено в эксплуатацию в Подольске в 1902 году под русифицированным брендом «Зингер — поставщик Двора Его Императорского Величества». Международное название компании «Singer». В начале 2000-х годов завод прекратил свою деятельность[5].
- Церковь Великомученика Георгия Победоносца с воскресной школой для детей (Большая Серпуховская улица, 93)[6].

## Транспорт
По улице осуществляется движение общественного транспорта. По улице проходят маршруты автобусов № 3, № 1030, № 29, № 1, № 1045, № 516к, № 23, № 35, № 407, № 1022, № 1041, № 61, № 7, № 12, № 11, № 13, № 9, № 38, № 1051, № 1052, № 1030, № 1048, № 49, № 44, № 1021, № 67, № 71.